# Fagernes
Fagernes è una delle tre località principali che compongono il comune norvegese di Nord-Aurdal, nella contea di Innlandet, del quale ospita la sede amministrativa. Conta circa tremila abitanti e nel 2007 ha acquisito lo status di città.

## Sport
Stazione sciistica specializzata nello sci nordico, ha ospitato una tappa della Coppa del Mondo di biathlon 1992.